# Biastini
Tribu
Biastini est une tribu d'abeilles dont les membres sont cleptoparasites.

## Liste des genres
Selon ITIS (3 mai 2010) :
- genre Biastes  Panzer, 1806
- genre Neopasites  Ashmead, 1898
- genre Rhopalolemma  Roig-Alsina, 1991